# Escuela Secundaria Clear Lake (Houston)
La escuela secundaria Clear Lake (en inglés: Clear Lake High School) es una escuela preparatoria ubicada en Houston, Texas. El Distrito Escolar Independiente de Clear Creek (CCISD por sus sigas en inglés) gestiona la escuela. La escuela sirve a la zona de Clear Lake City. Antes de la apertura de la preparatoria Clear Falls, Clear Lake sirvió a las ciudades de Seabrook, El Lago y Taylor Lake Village.
A partir de 2009, muchos estudiantes de la escuela son niños de ingenieros de NASA y ejecutivos de empresas petroleras.

## Historia
En septiembre y octubre de 1984,  ocurrieron seis suicidios de estudiantes de las escuelas Secundarias Clear Lake y Clear Creek. La Associated Press creó un informe sobre los suicidios, publicado en The New York Times. En enero de 1985, el departamento de policía del área dijo que, desde octubre, no había habido ningún suicidio de adolescentes. B. Comstock, el autor de "Youth Suicide Cluster: A Community Response" en Newslink, dijo que la gran cobertura de la prensa y los voluntarios deseosos pero no organizados eran problemáticos, y a la comunidad de Clear Lake no le gustaba la presencia de la prensa.
En 2012 empleados de la escuela descubrieron un engaño masivo en un examen final de las clases de inglés nivel IV.

## Campus
En 2013 los votantes de CCISD aprobaron $367 millones de bonos escolares. Los bonos incluyen fondos para nuevos edificios de la Secundaria Clear Lake. PBK Architects diseñó los nuevos edificios, incluyendo un edificio de dos pisos de salas de clase y un edificio de las bellas artes.